# Anomala rufula
Anomala rufula är en skalbaggsart som beskrevs av Machatschke 1973. Anomala rufula ingår i släktet Anomala och familjen Rutelidae. Inga underarter finns listade i Catalogue of Life.